# Umineko no Naku Koro ni
Umineko no Naku Koro ni (うみねこのなく頃に lit. Cuando las gaviotas canten?) es una serie de novelas visuales japonesas producida por 07th Expansion. El primer juego, Legend of the golden witch ("La leyenda de la Bruja Dorada"), que corresponde al arco introductorio de la novela visual, fue lanzada al mercado japonés el 17 de agosto de 2007 en el Comiket, número 72; el juego se terminó y agotó en sólo treinta minutos y finalizado con su último juego, Twilight of the Golden Witch "crepúsculo de la bruja dorada" el 31 de diciembre de 2010.
La serie también ha sido adaptada a un manga de la demografía Shōnen publicado en diciembre de 2007 por Square Enix en la revista mensual japonesa Gekkan Shōnen Gangan hasta su finalización en junio de 2015 la historia está escrita por Ryukishi07 y el dibujo estuvo a cargo por seis artistas diferentes. uno designado para cada arco.
Otras series como tsubasa, episodio X y Falsificación de la lógica púrpura como otras más series adicionales al manga salieron para Ichijinsha, Kadokawa Shoten y ASCII Media Works.
Una adaptación al anime fue llevada a cabo por Studio Deen y dirigida por Chiaki Kon, de un total de 26 capítulos emitidos entre julio y diciembre de 2009.
Salió un juego de lucha basado en la franquicia llamado, Umineko: Golden Fantasia, fue lanzado por 07th Expansion el 31 de diciembre de 2010.
La historia cuenta sobre un grupo de 18 personas que quedan atrapadas en una isla, y los misteriosos y macabros sucesos en torno a ella. El propósito del lector será revelar la naturaleza del causante, si es humano o si proviene de la entidad sobrenatural que, según cuentan las leyendas, habita en esa isla.
Umineko no Naku Koro ni es el tercer título de la serie When They Cry', como también es el cuarto título con Umineko no Naku Koro ni Chiru, seguido después de las dos primeras entregas: Higurashi no Naku Koro ni y Higurashi no Naku Koro ni Kai,

## Etimología
La palabra umineko es el nombre en japonés referido a la gaviota de cola negra, y Naku se puede escribir con el kanji de llorar (泣く?) o el de hacer ruido un animal (鳴く?), pero como en el texto oficial aparece escrito en hiragana (なく) sería posible interpretarse como cualquiera de los dos. Dicho eso, dentro de la obra, la frase siempre se utiliza en el contexto de cantar o graznar. (Ejemplo: "Cuando las gaviotas canten, nadie sobrevivirá.") Según afirman los creadores, el "na" rojo es parte del título oficial.

## Argumento
Rokkenjima (六軒島?) es el nombre de una pequeña isla con una extensión de unos diez kilómetros de diámetro, ubicada en algún lugar de la costa de Japón. Desde hace ya cierto tiempo que el sitio ha despertado el interés de la gente, quizá sea por las oscuras historias que en torno a ella giran o los escabrosos misterios que esconde. Pero esto no parece importarle a Kinzo, un acaudalado e influyente magnate que, siendo el patriarca de la poderosa familia Ushiromiya, ha hecho allí su hogar. Pasan los años y, ya mayor, se hace evidente que Kinzo morirá de un momento de otro. Entonces, ¿qué pasará cuando eso suceda? ¿Quién heredará la isla y todo el dinero acumulado a través de los años? Para hacer frente a este problema, el 4 de octubre de 1986, dieciocho miembros de la rama principal del clan aprovechan la conferencia familiar anual para debatir el destino de la herencia y llegar a un acuerdo. Solo el mayor de los hijos de Kinzo, que son un total de cuatro, vive en la isla junto con su hija, su esposa, sirvientes y un médico personal.
El protagonista es Battler Ushiromiya, hijo del tercer hijo de Kinzo. Battler no ha estado en la isla ni en la conferencia anual desde hace seis años, ya que ha estado viviendo con sus abuelos maternos porque, tras la muerte de su madre, su padre Rudolf Ushiromiya se casó rápidamente con su segunda esposa, Kyrie. Tras la muerte de sus abuelos, Battler decidió volver con Rudolf, Kyrie y su media hermana Ange. Una vez en la isla, Battler vuelve a escuchar la historia de la bruja dorada Beatrice, quien se supone que vive oculta en el bosque de la isla. Bajo su retrato en el pasillo de la casa, yace un acertijo que se supone que indica el lugar en el que Kinzo esconde diez toneladas de oro que Beatrice le dio para salvar a la familia Ushiromiya tras el gran terremoto de Kanto de 1923. Según Kinzo, la persona que consiga resolver el acertijo de la bruja recibirá todo el oro y se convertirá en el legítimo sucesor de la familia.
Cuando son azotados por un tifón, reciben una carta a nombre de Beatrice que dice que, si no consiguen encontrar el oro, ella comenzará a cobrar su «interés»: la vida de todos los habitantes de la isla. Ya que el acertijo de la bruja no es resuelto, ellos siguen muriendo hasta que, finalmente, la bruja revive. Las últimas cuatro víctimas son transportadas a una sala, en la cual Beatrice los convence de que todos fueron asesinados por métodos mágicos, ya que no pueden encontrar una solución lógica para resolverlos. Sin embargo, como Battler es la única persona que se niega a creer en tal cosa, la puerta hacia la Villa Dorada —como se estipulaba en el acertijo— no se puede abrir. A partir de entonces, Battler y Beatrice se sumergen en un juego en el que él deberá probar que todos los asesinatos que han ocurrido y ocurrirán en Rokkenjima pueden ser realizados por un culpable humano, mientras Beatrice trata de darle a todo un sentido mágico.
Uno de los elementos recurrentes en el juego es el uso de la habitación cerrada por parte de Beatrice para confundir a Battler. A cambio, se presentan algunos argumentos de lógica para explicarlos, que son: la probatio diabólica, el cuervo de Hempel o paradoja del cuervo y el gato en la caja de Schrödinger. Si Beatrice consigue que Battler acepte a la magia, es su victoria; si Battler consigue darle a todo una explicación coherente, es la suya.

## Arcos
De igual manera que Higurashi, su antecesora, la trama de Umineko se divide en varios arcos de preguntas y respuestas, cada una de las cuales se desarrolla con diferentes puntos de vista, finales y eventos, para que así el jugador llegue a sus propias conclusiones.

### Umineko no Naku Koro ni
Umineko no Naku Koro ni es la serie de juegos que contienen los llamados "arcos de pregunta". El objetivo es dar al jugador la impresión general sobre los eventos de la isla y plantear los misterios que tendrán que ser resueltos posteriormente. Son:
Episodio 1: Legend of the golden witch "La leyenda de la bruja dorada"
Este arco está contado desde la perspectiva de Battler. El capítulo es la introducción de Umineko no Naku Koro ni, en el que la historia se presenta, tanto como la historia de Rokkenjima, la familia Ushiromiya y la "Bruja Dorada". Este arco es el primer final catastrófico, ya que todo el mundo es asesinado o desaparece.
Episodio 2: Turn of the golden witch "El turno de la bruja dorada"
A un lado de los sucesos ocurridos en el primer arco, el pasado de Shannon es explorado. Este episodio explica los detalles sobrenaturales, así como los poderes ocultos de la familia y la magia negra en que la familia está implicada. Explica las relaciones de Jessica y Kanon, de Shannon y George, y también las de María y su madre, Rosa. Este capítulo es contado desde diversas perspectivas e incluye un narrador omnisciente.
Episodio 3: Banquet of the golden witch "El banquete de la bruja dorada"
En este episodio, muchos personajes nuevos son presentados, como Virgilia, Ronove y las hermanas Chiester. Este capítulo se enfoca principalmente en el pasado de Eva y Beatrice. Se incluyen más detalles sobrenaturales a través de la historia y al final aparece por primera vez Ange, la hermana menor de Battler.
Episodio 4: Alliance of the golden witch "La alianza de la bruja dorada"
La trama del episodio se centra más en la hermana de Battler, Ange, y su vida doce años después de la masacre en Rokkenjima. En este episodio se enfoca en ampliar la existencia de la magia. Unos cuantos personajes nuevos hacen aparición, como Sakutarou, María la bruja, Chiester 00, Gaap y algunos personajes del año 1998. "Kinzo" es retratado como el villano del episodio.

### Umineko no Naku Koro ni Chiru
Umineko no Naku Koro ni Chiru (うみねこのなく頃に散?  lit. Cuando las Gaviotas Canten, Dispersión) es el nombre de la serie de novelas que vienen tras los arcos de pregunta (Umineko No Naku Koro Ni), cuenta la segunda mitad de la historia, donde se empieza a indagar en el núcleo del misterio. Estos juegos no son simples soluciones a los cuatro anteriores arcos, sino que continúa la historia, descubriendo nuevo campo. Sin embargo, como el núcleo de la historia se aproxima, a lo largo del camino de los cuatro primeros arcos, se revelan importantes pistas. Cada arco en esta serie, contiene los arcos Chiru anteriores.
Episodio 5: End of the Golden Witch "El final de la bruja dorada"
Debido a la ausencia del Maestro del juego en este episodio, el juego es tomado por Bernkastel y Lambdadelta, mientras que esta última se convierte en la Game Master. Una nueva perspectiva sobre el misterio de la Bruja Dorada se presenta en este capítulo, con las brujas Bernkastel y Lambdadelta jugando un papel destacado. Los protagonistas de esta historia son Kinzo, Natsuhi y un nuevo personaje, Erika, que se acerca a los asesinatos desde un punto de vista de "misterio", a diferencia de Battler, que había tomado una postura "anti-fantasía". Esta vez el juego es suspendido antes de la conclusión, por lo que el destino de la mayoría de la gente en la isla es desconocida.
Episodio 6: Dawn of the Golden Witch "El amanecer de la bruja dorada"
Tras los acontecimientos del juego anterior con la introducción de un nuevo Game Master, este capítulo no resuelve el misterio ni muestra la comprensión del Game Master sobre él, aunque sí proporciona pistas importantes vinculadas a los principales sospechosos. George, Jessica, Shannon y Kanon desempeñan un papel importante en la historia, al igual que el renacer de una Beatrice infantil que lucha por recuperar su antigua personalidad por el bien de Battler. Una vez más, el juego es suspendido antes de la conclusión.
Episodio 7: Requiem of the Golden Witch "El Réquiem de la bruja dorada"
Este capítulo presenta una realidad alternativa donde Battler no va a Rokkenjima, la Bruja Dorada no existe, los asesinatos no toman lugar y aparece un personaje nuevo que toma el lugar de heredero de la familia, cuyo nombre es Lion Ushiromiya. Esta historia es contada desde el punto de vista de un nuevo personaje, Willard H. Wright, quien destapa las grandes verdades sobre la leyenda de la Bruja Dorada incluyendo la verdadera identidad de Beatrice. Al no tener asesinatos en el juego, la Tea Party cuenta con un escenario que muestra cómo los asesinatos pueden haber ocurrido desde un punto de vista no mágico.
Episodio 8: Twilight of the Golden Witch "El crepúsculo de la bruja dorada"
Aparentemente, el último capítulo de la saga "Chiru". En un intento por descubrir el corazón del misterio, se presenta un escenario donde Ange se presenta con su familia en la conferencia de 1986. Este juego es distinto a todos los demás, en el que se nos muestran cuatro finales diferentes dependiendo de un nuevo método de juego basado en puzzles. Se dará a elegir entre "trick" o "magia" y dependiendo de nuestros resultados, obtendremos un final diferente.
Uno de los finales nos muestra la naturalidad de los misterios en conjunto, y otro de ellos nos muestra un final alternativo para la historia de Ange del mundo de 1998.

### Umineko no Naku Koro ni Tsubasa
Umineko no Naku Koro ni Tsubasa (うみねこのなく頃に翼?  lit. Cuando las Gaviotas Canten, Alas) es el nombre de la serie de novelas cortas extra y que son una adaptación de los materiales suplementales que explican pequeños detalles de la historia o los personajes que no fueron explicados anteriormente. Estos mini arcos son:
Bernkastel's Letter "La Carta de Bernkastel"
Ubicado a final del Episodio 3, Bernkastel le escribe una carta a "una amiga" acerca de las reglas del juego de Beatrice
The Witches' Tanabata Isn't Sweet "El Tanabata de las brujas no es dulce"
Para Tanabata Beatrice le concede un deseo a Maria mientras que Bernkastel se lo concede a Ange.
Game Master BATTLER! "¡BATTLER Maestro del juego!"
Ubicado al final del Episodio 5, Battler a encontrado la verdad y se convertido en el siguiente Maestro del juego como el hechicero dorado BATTLER. Mientras BATTLER prepara su juego, y debido a que puede hacer lo que quiera en esta historia, los demás personajes del tablero están dispuestos a hacer lo que sea con tal de asegurar un "buen rol" en el juego de BATTLER.
Jessica's Mother's Day Present "El regalo del día de las madres de Jessica"
Jessica invoca a las gemelas demonio Zepar y Furfur para que le ayuden a conseguir un regalo para Natsuhi, pero esto conlleva a un resultado inesperado.
Jessica and the Love Charm "Jessica y el amuleto del amor"
Jessica busca nuevamente la ayuda de Zepar y Furfur, recibiendo de estas un libro de hechizos.
Memoirs of the ΛΔ "Memorias de la ΛΔ"
Lamdadelta narra las historias de los deseos que ha concedido, en particular los de unas niñas pequeñas.
Notes from a Certain Chef "Notas de un cierto chef"
Gohda narra la historia de como comenzó a trabajar para la familia Ushiromiya y todos los extraños eventos que presencio.
Labor Thanksgiving Day Gifts "Regalos del Día de Acción de Gracias Laboral"
Los primos Ushiromiya eligen regalos para sus padres por el Día de Acción de Gracias Laboral, pero Beatrice usa sus poderes para sembrar caos.
The Seven Sister's Valentine "El San Valentin de las Siete Hermanas"
Ronove prepara chocolate para el Día de San Valentín y las Siete Hermanas del Purgatorio buscan a destinatarios que reciban sus chocolates.
Beatrice's White Day "El Día Blanco de Beatrice"
Las Siete Hermanas del Purgatorio esperan con ansias recibir regalos de aquellos a los que les dieron chocolates en San Valentín, pero Beatrice planea arruinar este día al sentirse excluida.
Cornelia the New Priest "La nueva sacerdote Cornelia"
Historia que narra como Cornelia es reclutada en la Gran Corte del Cielo, mostrando como en un principio estaba emocionada pero eventualmente descubre que la atmósfera de su trabajo es diferente a lo que pensaba.
Whose Tea Party? "¿De quién es la fiesta del té?"
Bernkastel es invitada a una fiesta de té organizada por Lamdadelta y Featherine, pero en esta abundan las trampas.
Valentine's Day Letters "Cartas de San Valentin"
BATTLER recibe muchas cartas en San Valentin.
To Mount Purgatory, Sakutaro "Al monte purgatorio, Sakutaro"
Historia que narra que sucedió con Sakutaro cuando fue arrebatado de Maria. Sakutaro se encuentra en el purgatorio y debe purificar sus pecados si quiere regresar con Maria.
Arigato for 556 "Gracias por 556"
Historia que introduce a Chiester 556 y como se unió al Cuerpo Imperial de las Hermanas Chiester, al igual que se conoce sobre su costumbre de agradecer por todo a las demás.

### Umineko no Naku Koro ni Hane
Umineko no Naku Koro ni Tsubasa (うみねこのなく頃に羽 lit. Cuando las Gaviotas Canten, Plumas) es el nombre de la segunda serie de novelas cortas extra y al igual que Tsubasa son una adaptación de los materiales suplementales que explican pequeños detalles de la historia o los personajes que no fueron explicados anteriormente. Estos mini arcos son:
Jessica and the Killer Electric Fan "Jessica y el Ventilador eléctrico asesino"
Jessica ha escrito una obra y se la muestra a Battler y Shannon, pero Lamdadelta interfiere y atrapa a los tres dentro de la historia escrita por Jessica.
Forgery no.XXX "Falsificación Número XXX"
Mini arco que muestra a Battler como el culpable de la masacré de Rokkenjima, siendo el Battler de este mini-arco un Battler diferente al protagonista, llamado "Black Battler". La historia de este mini-arco muestra parte de la historia de la que trataría Land of the Golden Witch "La Tierra de la Bruja Dorada", el concepto original para el Episodio 3, el cual posteriormente fue reemplazado por Banquet of the golden witch "El banquete de la bruja dorada".

### Umineko no Naku Koro ni Saku
Umineko no Naku Koro ni Saku (うみねこのなく頃に咲 lit. Cuando las Gaviotas Canten, Florecer) es la recopilación de los arcos de preguntas, los arcos de respuesta y los arcos extra en un solo contenido. También son incluidos un nuevo mini arco extra y un arco final a modo de epílogo para la historia.
Our Confession "Nuestra confesión"
Historia que muestra como Beatrice creó sus tableros de juego desde cero, revelando como se perpetraron las muertes desde la perspectiva fantástica de Beatrice y como falsifico la verdad en cada juego.
Epílogo: Last Note of the Golden Witch "La última nota de la bruja dorada"
"Pido disculpas por la espera. Ha pasado tanto tiempo, ¿no es así? Hoy tenemos un recuerdo de las profundidades del olvido. ¿Recuerdas este aroma? El nivel de dificultad es alto, en honor a ti. ¿Quién soy?"...
Tras el final de Twilight of the Golden Witch "El crepúsculo de la bruja dorada" Battler, Ange y Beatrice son desafiados por una nueva y misteriosa bruja, Piece, a un nuevo tablero de juego en la reunión de Rokkenjima de 1986. Esta nueva Maestra del juego establece que el objetivo es que los tres descubran su verdadera identidad como humana, mientras esta comete una masacré sin que nadie en el tablero recuerde la existencia de las víctimas.

## Modo de juego
Umineko es un juego de misterio criminal descrito como "Sound Novel" (Novela Acústica) por 07th Expansion. Es similar a una Novela Gráfica con la diferencia de que no requiere la participación del jugador, ya que únicamente está conformada por diálogos. Mientras que la novela gráfica se enfoca en un aspecto más visual, esta, como su propio nombre indica, trata de crear la ambientalización perfecta por medio de la música y efectos de sonido, con el propósito de envolverte en la historia. Contrariamente, el aspecto de las novelas tiene un aspecto amateur que se mantiene a lo largo de las serie. No contiene actuación de voces.
Durante el juego, el menú TIPS (pistas) es accesible por medio del menú interno del juego, que incluye funciones de carga y salvado. Estas TIPS permiten al jugador acceder a información adicional que puede ser útil o no para resolver el misterio. En éste menú podemos encontrar el submenú "Personajes", con la descripción de cada uno a medida que se van presentando; y esta cambia a medida que van muriendo, incluyendo la descripción de su muerte. Otro submenú es "Grimoire", donde se encuentran anotaciones tales como términos japoneses. El último submenú es "Tips", y es una breve información sobre algunos elementos del juego, como las estacas, la carta de la bruja, entre otros. Durante la historia van apareciendo estas TIPS, por lo que se recomienda al jugador que los mire de vez en cuando. La meta definitiva del juego es resolver los múltiples asesinatos del juego, resolver donde se oculta el oro y desvelar si el verdadero asesino en cada capítulo es humano o se debe a fenómenos sobrenaturales por parte de la bruja.

## Medios relacionados

### Manga
La adaptación a manga fue publicada por Square Enix en la revista Gangan Comics
Umineko no Naku Koro ni (arco de preguntas)
El primer episodio "Legend of the golden witch" fue dibujado por Kei Natsumi empezó su serialización en diciembre de 2007, hasta su finalización el 22 de agosto de 2009, cuenta con 4 volúmenes.
El segundo episodio "The Turn of the Golden Witch" fue dibujado por Jirō Suzuki empezó su serialización el 22 de julio de 2009, hasta su finalización el 22 de diciembre de 2010, cuenta con 5 volumen.
El tercer episodio "Banquet of the Golden Witch" fue dibujado por Kei Natsumi empezó su serialización el 19 de septiembre de 2010, hasta su finalización el 22 de julio de 2011, cuenta con 5 volumen.
El cuarto episodio "Alliance of the Golden Witch" fue dibujado por Souichirou empezó su serialización el 1 de octubre de 2009, hasta su finalización el 2 de febrero de 2012, cuenta con 6 volumen.
Umineko no Naku Koro ni Chiru (arco de respuestas)
El quinto episodio "End of the Golden Witch" fue dibujado por Akitaka empezó su serialización el 22 de octubre de 2010, hasta su finalización el 22 de noviembre de 2012, cuenta con 6 volumen.
El sexto episodio "Dawn of the Golden Witch" fue dibujado por Hinase Momoyama empezó su serialización el 18 de noviembre de 2010, hasta su finalización el 17 de noviembre de 2012, cuenta con 6 volumen.
El séptimo episodio "Requiem of the Golden Witch" fue dibujado por Eita Mizuno empezó su serialización el 13 de abril de 2011, hasta su finalización el 12 de marzo de 2015, cuenta con 9 volumen.
El octavo episodio "Twilight of the Golden Witch" fue dibujado por Kei Natsumi empezó su serialización el 21 de enero de 2012, hasta su finalización el 22 de junio de 2015, cuenta con 9 volumen.
El primer tankobon para The Legend of the Golden Witch fue publicado el 21 de junio de 2008 bajo la imprenta se Gangan Powered de Square Enix y el segundo el 22 de diciembre.
Una tira cómica titulada Umineko no Naku Koro ni: Rokkenjima e Yōkoso!! (うみねこびより。～六軒島へようこそ!!～, (Cuando las gaviotas graznan: ¡¡Bienvenido a Rokkenjima!!?), ilustrada por Makoto Fugetsu empezó su serialización en la revista Manga 4Koma Kings Palette Lite de Ichinjisa el 1 de marzo de 2008.
Otro manga Umineko Dōri no Peru-san (うみねこ通りのペルさん?), es ilustrado por Satoshi Shinkyo y empezó su serialización en el número de noviembre de 2008 de la revista Comp Ace de Kadokawa Shoten vendido el 26 de septiembre de 2008.
Un cuarto manga Umineko no Naku Koro ni Episodio X empezó su serialización en la revista de cómics Dengeki G's Festival! de ASCII Media Works el 26 de enero de 2009.

### Anime
Una adaptación en anime basada en la novela visual fue anunciada por 07th Expansion, lanzada entre el 1 de julio al 23 de diciembre de 2009 con un total de 26 episodios, es producida por Studio Deen y dirigida por Chiaki Kon.
Una adaptación de anime de 26 episodios basada en la serie de novelas visuales se emitió en Japón entre el 2 de julio y el 24 de diciembre de 2009 en Chiba TV y se emitió en estaciones adicionales en momentos posteriores.
El anime es producido por el estudio de animación Studio Deen, dirigido por Chiaki Kon, y escrito por Toshifumi Kawase.
El tema de apertura del anime es "Katayoku no Tori" (片 翼 の 鳥, lit. "One-Winged Bird") de Akiko Shikata, y el tema final es "La Divina Tragedia: Makyoku" ( la divina tragedia ～ 魔 曲～, lit. "The Divine Tragedy: Diabolic Song") por Jimang deSound Horizon.
Los sencillos de ambas canciones se lanzaron el 19 de agosto y el 16 de septiembre de 2009, respectivamente. El anime tiene licencia de NIS América para su lanzamiento en Norteamérica y fue lanzado en dos volúmenes de compilación de Blu-ray Disc en diciembre de 2012.

#### Lista de episodios
En la mayoría de los capítulos, cada título hace referencia a un movimiento del ajedrez.

## Umineko no Naku Koro ni (2009)
|    |                                                            |  |  |  |
| 01 | «1-1 Opening» «Apertura»                                   |  |  |  |
| 02 | «1-2 First Move» «Primer movimiento»                       |  |  |  |
| 03 | «1-3 Dubious Move» «Movimiento dudoso»                     |  |  |  |
| 04 | «1-4 Blunder» «Torpeza»                                    |  |  |  |
| 05 | «1-5 Fool's Mate» «Mate del tonto»                         |  |  |  |
| 06 | «2-1 Middle Game» «Juego intermedio»                       |  |  |  |
| 07 | «2-2 Early Queen Move» «Movimiento anticipado de la reina» |  |  |  |
| 08 | «2-3 Weak Square» «Casilla débil»                          |  |  |  |
| 09 | «2-4 Skewer» «Brocheta»                                    |  |  |  |
| 10 | «2-5 Accept» «Aceptación»                                  |  |  |  |
| 11 | «2-6 Back Rank Mate» «Mate de pasillo»                     |  |  |  |
| 12 | «3-1 Castling» «Enroque»                                   |  |  |  |
| 13 | «3-2 Gambit» «Gambito»                                     |  |  |  |
| 14 | «3-3 Positional Play» «Juego posicional»                   |  |  |  |
| 15 | «3-4 Isolated Pawn» «Peón aislado»                         |  |  |  |
| 16 | «3-5 Queening Square» «Coronación»                         |  |  |  |
| 17 | «3-6 Promotion» «Promoción»                                |  |  |  |
| 18 | «3-7 Swindles» «Estafa»                                    |  |  |  |
| 19 | «4-1 End Game» «Fin del juego»                             |  |  |  |
| 20 | «4-2 Zugzwang» «Zugzwang»                                  |  |  |  |
| 21 | «4-3 Prophylaxis» «Profilaxis»                             |  |  |  |
| 22 | «4-4 Problem Child» «Niña problemática»                    |  |  |  |
| 23 | «4-5 Breakthrough» «Ruptura»                               |  |  |  |
| 24 | «4-6 Adjourn» «Aplazamiento»                               |  |  |  |
| 25 | «4-7 Forced Move» «Movimiento forzado»                     |  |  |  |
| 26 | «4-8 Sacrifice» «Sacrificio»                               |  |  |  |

*Terminología técnica de ajedrez proveniente del alemán, carente de traducción al español y otros idiomas. 
(significa movimiento forzado)

### Juego de pelea
Ōgon Musōkyoku (黄金梦想曲?  lit. Danza de los sueños dorados), es un juego 2D de lucha desarrollado y publicado por 07th Expansion. Es considerado un spin-off de la novela visual Umineko no Naku Koro ni y fue sacado al público originalmente en Comiket 79 el 31 de diciembre de 2010. El juego fue portado a la Xbox 360 por Alchemist en octubre de 2011 con el nombre Ōgon Musōkyoku X, incluyendo nuevos personajes y cambios en el equilibrio entre jugadores. Una secuela del juego original, titulado Ōgon Musōkyoku Cross (黄金夢想曲†CROSS?  lit. Danza de los sueños dorados Cruz), fue lanzado en el Comiket 81 el 31 de diciembre de 2011.

### Música
La música de Umineko fue elaborada por varios artistas incluyendo profesionales y artistas de dōjin y Dai, el compositor de la mayor parte de la música de los arcos de respuesta de Higurashi, se prestó como director de música del proyecto. La canción de apertura titulada "Umineko no naku koro ni", fue compuesta y cantada por Akiko Shikata, lanzada el 15 de agosto de 2008 en el Comiket 74 y para el público general el día 29 del mismo mes. En los nuevos arcos de respuesta Umineko no Naku Koro ni Chiru aparece un nuevo opening "Okarutikusu no Majo" (オカルティクスの魔女?  Bruja del ocultismo) cantado por Ayumu de Zwei.
Las Motion Graphics Umineko no Naku Koro ni Nakanai Kimi to Nageki no Gensou, vendidas en los diversos Comiket cantadas por Niira Etsuko y compuestas por diversos autores. Entre los títulos se encuentran: Genyō no Chō para el volumen 1, Aitōka para el volumen 2, Toriko para el volumen 3 y Dearest-not in sight without love para el volumen 4 cada una con una versión en video de su tema principal. En la Comiket 76 salió a la venta la número 5 Rakuen-Phantasm, a modo de recopilatorio de las 4 anteriores con nuevas escenas.
Para el anime, además de utilizar música del juego, se utilizaron nuevos temas entre ellos el opening cantado por la misma cantante, Akiko Shikata que se llamará, "Katayoku no Tori" (片翼の鳥?  Pájaro de un ala) y para el ending, "La Divina Tragedia ~Makyoku~" (la divina tragedia~魔曲~?  La Divina Tragedia ~Canción del demonio~) por Jimang. Los discos salieron a la venta el 19 de agosto y el 16 de septiembre de 2009 respectivamente.